# سيرجي بولغاكوف
سيرجي نيكولايفيتش بولغاكوف (28 يوليو [16 يوليو حسب التقويم القديم] 1871 - 13 يوليو 1944) عالم لاهوت، وكاهن، وفيلسوف، واقتصادي روسي أرثوذكسي. وصفه الكاتب والباحث الأرثوذكسي ديفيد بنتلي هارت بأنه «أعظم عالم لاهوت منهجي في القرن العشرين». سيرجي بولغاكوف أب روحي ومعترف للأم ماريا سكوبتسوفا (التي أعلنها المجمع المقدس للبطريركية المسكونية قديسة في 16 يناير 2004).
اشتهر بولغاكوف بتعاليمه حول صوفيا حكمة الله، والتي تلقت استقبالًا متباينًا، فقد أدانتها بطريركية موسكو في عام 1935، ولكن دون اتهامها بالهرطقة.

## سيرة ذاتية

### نشأته 1871-1889
ولد سيرجي نيكولايفيتش بولغاكوف في 16 يوليو 1871 لعائلة كاهن أرثوذكسي ريفي (نيكولاي بولغاكوف) في بلدة ليفني، محافظة أوريول، روسيا. أنجبت العائلة كهنة أرثوذكس على مدى ستة أجيال، بدءًا من القرن السادس عشر مع جدهم التتري بولجاك الذي اشتُق منه اسم العائلة. كان المطران مكاريوس بولغاكوف (1816-1882)، أحد أبرز علماء اللاهوت الأرثوذكس الشرقيين في عصره، وأحد أهم مؤرخي الكنيسة الروسية، قريبًا بعيدًا.
في عام 1884، تخرج بولغاكوف من مدرسة ليفني اللاهوتية. في الرابعة عشرة من عمره، التحق بمعهد أوريول اللاهوتي. في عام 1888، ترك بولغاكوف المعهد بعد أن فقد إيمانه. في العام نفسه، حاول الانتحار. لاحظ بولغاكوف لاحقًا أن شغفه بالكهنوت قد خفت حدته مع ازدياد خيبة أمله في الأرثوذكسية بسبب عجز أساتذته عن الإجابة على أسئلته. بعد أن ترك بولغاكوف المعهد، التحق بمدرسة ييليتس الكلاسيكية للتحضير لكلية الحقوق في جامعة موسكو الإمبراطورية. كان من بين أساتذته فاسيلي روزانوف.

### الماركسية القانونية: 1890-1897
في عام 1890، التحق بولغاكوف بجامعة موسكو الإمبراطورية، واختار دراسة الاقتصاد السياسي والقانون. لكن عندما تأمل في حياته بعد سنوات، أدرك أن الأدب والفلسفة كانا ميوله الطبيعية، وأنه لم يكن لديه اهتمام حقيقي بدراسة القانون. اختار بولغاكوف دراسة القانون فقط لأنه بدا أقرب إلى المساهمة في خلاص بلاده. بعد تخرجه من كلية الحقوق بجامعة موسكو الإمبراطورية عام 1894، بدأ دراساته العليا في الجامعة، ودرّس لمدة عامين في معهد موسكو التجاري. خلال دراسته العليا، درس بولغاكوف مع الاقتصادي ألكسندر تشوبروف، الذي بناءً على توصيته، عُيّن في قسم الاقتصاد السياسي للإحصاء للتحضير لمنصب الأستاذية. نُظر إلى أفكار بولغاكوف خلال دراسته مع تشوبروف عمومًا من منظور الجدل الماركسي الشعبوي. من هذا المنظور، وُصف بأنه «ماركسي قانوني».
في عام 1895، بدأ بولغاكوف تدريس الاقتصاد السياسي في المدرسة التقنية الإمبراطورية بموسكو. في العام نفسه، نشر مراجعة للمجلد الثالث غير المكتمل من كتاب رأس المال لكارل ماركس، وألف مقالًا عام 1896 بعنوان «حول انتظام الظواهر الاجتماعية». في العام التالي، نشر بولغاكوف دراسة بعنوان «حول الأسواق في ظل ظروف الإنتاج الرأسمالية». رسّخت هذه الكتابات مكانة بولغاكوف كممثل بارز للماركسية في روسيا. خلال سنوات عمله ماركسيًا قانونيًا، التقى بكارل كاوتسكي، وأوغست بيبل، وفيكتور أدلر، وجورجي بليخانوف.

### من الماركسية إلى المثالية: 1898-1902
في 14 يناير 1898، قبيل إبحاره إلى أوروبا الغربية، تزوج بولغاكوف من يلينا توكماكوف، وأنجبا ولدين وبنتًا. يلينا هي ابنة إيفان توكماكوف، مالك مقاطعة أوليز في شبه جزيرة القرم.
في عام 1898، حصل بولغاكوف على منحة دراسية للتدريب لمدة عامين في أوروبا الغربية. سافر إلى ألمانيا، حيث اختبر نتائج بحثه في مراسلات شخصية مع ممثلي الحزب الاشتراكي الديمقراطي الألماني. كانت نتيجة بحثه أطروحة من مجلدين بعنوان «الرأسمالية والزراعة»، نُشرت عام 1900. هدفت الأطروحة إلى اختبار تطبيق نظرية ماركس في المجتمعات الرأسمالية على الزراعة. درس بولغاكوف التاريخ الزراعي بأكمله لألمانيا والولايات المتحدة وأيرلندا وفرنسا وإنجلترا. انتهت الأطروحة بإعلان أن تحليل ماركس للرأسمالية، المحدود بخصائص الاقتصاد الإنجليزي، لم يدمج هذا النظام مع نظرية اقتصادية للزراعة، ولم يكن وصفًا واقعيًا وشاملًا للمجتمع الرأسمالي. كان من المقرر في الأصل أن يُدافع عنه كأطروحة دكتوراه، لكن العمل لم يحصل على أعلى تصنيف من المجلس الأكاديمي لجامعة موسكو، ودافع عنها كأطروحة ماجستير.
في عام 1900، قدم بولغاكوف أطروحته النهائية للامتحان. كان هذا الامتحان هو الذي قاد بولغاكوف إلى أن يصبح أستاذًا خاصًا في جامعة سانت فلاديمير في كييف وأستاذًا للاقتصاد السياسي في معهد كييف للفنون التطبيقية في عام 1901. كان واضحًا في محاضرات مثل «إيفان كارامازوف كنموذج فلسفي» التي ألقيت في كييف أن بولغاكوف قد نأى بنفسه بالفعل عن الماركسية. في الوقت الذي كان بولغاكوف يدرس فيه عن دوستويفسكي، كانت الكانطية الجديدة هي الثقل الموازن للماركسية في روسيا القرن العشرين، متأثرًا بشدة بالكانطية الجديدة، عاد بولغاكوف إلى المثالية وآمن بأهمية الدور التاريخي لقيم الخير والجمال. ومع ذلك، كانت فلسفة فلاديمير سولوفيوف، الذي بدأ في قراءته في عام 1902، هي التي اعتبرها بولغاكوف أعلى توليفة للفكر الفلسفي، اعتبرت هذه الفلسفة المبدأ الحيوي للمسيحية هو المبدأ المنظم للإبداع الاجتماعي. قادته مثالية بولغاكوف في النهاية إلى العودة إلى الكنيسة الأرثوذكسية الشرقية. عرض بولغاكوف المراحل المختلفة لتطوره الفلسفي في كتابه من الماركسية إلى المثالية، الصادر في سانت بطرسبرغ عام 1903.

### الاضطرابات السياسية: 1903-1909
بالتعاون مع بيوتر ستروف، نشر بولغاكوف مجلة التحرير، وكانا معًا من مؤسسي المنظمة السياسية غير القانونية اتحاد التحرير عام 1903. بعد ثورة 1905، شكل أعضاؤها الحزب الدستوري الديمقراطي (كاديت)، الذي حاز على أكبر عدد من المقاعد في المجلسين التمثيليين، الدوما الأولى والثانية (1906-1907). لم ينضم بولغاكوف إلى الكاديت، بل حاول دون جدوى تأسيس منظمته الخاصة، اتحاد السياسة المسيحية، التي دعت إلى الاشتراكية المسيحية وتعاونت مع جماعة الإخوان المسيحيين للنضال.
في خضمّ فوضى عام 1905، تعرّف بولغاكوف على بافل فلورنسكي (1882-1937)، الذي نشأت بينهما صداقة طويلة الأمد. كان بولغاكوف وفلورنسكي من بين الأعضاء المؤسسين لجمعية فلاديمير سولوفيوف التذكارية الدينية الفلسفية، التي تأسست في موسكو أواخر عام 1905.
في عام 1905، أيد بولغاكوف، إلى جانب جماعة النضال المسيحي والأساقفة والكهنة وغيرهم، الدعوة إلى عقد مجمع للكنيسة الأرثوذكسية لدعم الإصلاحات الاجتماعية. في عام 1906، أعدت لجنة تمهيدية للمجمع ستة مجلدات معلوماتية للمجمع. أحبط نيقولا الثاني المجمع المخطط له، ولكن المعلومات استُخدمت عندما انعقد أخيرًا بعد أحد عشر عامًا.
في عام 1906، تولى بولغاكوف رئاسة تحرير صحيفة نارود في كييف. بعد إغلاقها، عاد من كييف إلى موسكو. درّس في جامعة موسكو بصفته أستاذًا خاصًا في قسم الاقتصاد السياسي والإحصاء بكلية الحقوق، وكان أيضًا أستاذًا في معهد موسكو التجاري حتى عام 1918.
انتُخب لعضوية مجلس الدوما الثاني عام 1906 نائبًا «اشتراكيًا مسيحيًا» غير حزبي عن مقاطعة أوريول. في يونيو 1907، حُلّ مجلس الدوما الثاني بعد خمسة أشهر فقط من انعقاده.
بعد حل مجلس الدوما الثاني، فقد بولغاكوف ما تبقى لديه من حماس للمشاركة السياسية المباشرة. كان من العوامل الرئيسية الأخرى التي أدت إلى انفصاله النهائي عن اتحاد التحرير التوجه المناهض للمسيحية المتزايد الذي تبناه ممثلون بارزون للتيار السياسي اليساري الليبرالي.
خلال الفترة منذ 1904 وحتى 1909، تحول تركيزه إلى منظور مسيحي صريح. غيّر بولغاكوف موقفه من نيكولاس الثاني المثير للجدل. فقد اعتقد أن نيكولاس الثاني مسؤول عن المشاكل الاجتماعية التي عصفت بروسيا. ومع ذلك، لم يُقدّر بولغاكوف أيضًا تزايد تطرف اليساريين في روسيا وتخليهم عن الأرثوذكسية الروسية لصالح دولة علمانية بحتة، بل على العكس، دفعه ذلك إلى التمسك بالقيمة الإيجابية لحكم نيكولاس الثاني، حتى مع استمرار كرهه له، واتهامه إياه بالترويج للثورة والتسبب في زوال العائلة المالكة. واصل بولغاكوف صراعه مع معنى السلطة السياسية أثناء كتابته النور الذي لا يخبو.
في صيف عام 1909، توفي إيفان، ابن بولغاكوف البالغ من العمر أربع سنوات. خلال الجنازة، خاض بولغاكوف تجربة دينية عميقة تُعتبر عمومًا الخطوة الأخيرة في رحلته نحو العودة إلى الأرثوذكسية. تأمل بولغاكوف لاحقًا معنى الموت في أعماله اللاحقة، ومن بينها النور الذي لا يتلاشى.